# Torsten Källe
Karl Torsten Källe, född 5 januari 1893 Stockholm, död 11 juni 1975, var en svensk uppfinnare och företagare. Grundare av Källe Regulatorer AB i Säffle 1927 som vidareutvecklades till det världsledande företaget BTG Instruments AB. Civilingenjör vid Chalmers.

## Utmärkelser
- 1955 fick Källe Gustaf Dalénmedaljen av Chalmerska ingenjörsföreningen.[2]
- 1958 erhöll han Kungliga Ingenjörsvetenskapsakademiens guldmedalj för "hans arbeten om den automatiska regleringstekniken".[3]
- 1963 promoverades Torsten Källe till hedersdoktor vid Chalmers tekniska högskola.[4] Samma år fick han Svenska Pappers- och Cellulosaingeniörsföreningens utmärkelse Ekmanmedaljen.